# Moatassem Gadafi
Moatassem Billal Gadafi (en árabe: المعتصم بالله القذافي)  (Trípoli, 18 de diciembre de 1974 - Sirte, 20 de octubre de 2011) fue un asesor de seguridad nacional de Libia desde 2008 hasta 2011 y oficial de las fuerzas armadas de ese mismo país. Era el cuarto de los ocho hijos de Safia Farkash y Muamar el Gadafi. Moatassem fue capturado por las fuerzas rebeldes anti-Gadafi durante la Batalla de Sirte, en la Primera guerra civil libia, y asesinado junto con su padre.

## Biografía
Moatassem fue el cuarto hijo de Muammar Gaddafi con su segunda esposa, Safia Farkash. Era conocido por su estilo de vida de playboy. Solía viajar a San Bartolomé en su jet privado Boeing en Navidad, reservaba varios pisos en los hoteles más caros de Londres y París, en los que se alojaban varios amigos, y contrataba peluqueros italianos por más de 5.000 euros. Supuestamente gastó más de un millón de dólares en dos fiestas de Año Nuevo en San Bartolomé en 2009 y 2010, que incluyeron actuaciones privadas de Mariah Carey, Beyoncé y Usher.
Una de sus exnovias, la modelo de glamur holandesa Talitha Van Zon, que lo conoció en 2004 en un club nocturno italiano, lo visitó en Trípoli durante la guerra civil libia y declaró que envidiaba el "martirio" de su hermano Saif Al-Arab.  Aunque su relación con Van Zon duró tres meses, siguieron siendo amigos y ella a menudo lo acompañaba cuando viajaba. A menudo le daba lujosos regalos. También fue descrito como ambicioso y "quería hacerlo mejor que su padre". También le encantaba hablar de varios líderes autoritarios, incluidos Adolf Hitler, Fidel Castro y Hugo Chávez. La modelo Vanessa Hessler admitió haber tenido una relación de cuatro años con él y continuó defendiéndolo incluso después de su muerte. También supuestamente tuvo un hijo con la modelo holandesa Lisa van Goinga, que estaba casada con el contrabandista de armas libio Tarek Kaituni.
Gadafi estaba vinculado a una red de prostitución que involucraba al Festival de Cine de Cannes. Fue acusado de agresión sexual por uno de los amigos de Van Zon que la había acompañado a Trípoli. Los cargos se presentaron en Ámsterdam y también se presentaron cargos contra Van Zon. Van Zon negó las acusaciones de trata en la radio pública holandesa.

## Trayectoria
Durante la década de 1990, Moatessem Gadafi pasó varios años en Egipto tras disputas internas en su país que forzaron su salida. En 2006 cursó estudios en la Escuela de Estudios Orientales y Africanos dependiente de la Universidad de Londres. En abril de 2009 Moatassem se reunió con Hillary Clinton, secretaria de Estado de los Estados Unidos, lo que supuso el encuentro diplomático de mayor nivel entre ambos países desde la normalización de las relaciones bilaterales sucedida varios años antes. Para Gadafi, fue una muestra seria de sus nuevas responsabilidades como Asesor de Seguridad Nacional. En 2008 se extralimitó en sus funciones como NSA al solicitar 1.200 millones de dólares a la Corporación Nacional del Petróleo para formar su propia brigada de fuerzas especiales.
Moatassem Gaddafi se reunió con los senadores estadounidenses John McCain y Joseph Lieberman en 2009, expresándoles una fuerte necesidad de apoyo militar en Libia. Gadafi advirtió: «Hay 60 millones de argelinos al oeste, 80 millones de egipcios al este, tenemos a Europa frente a nosotros y nos enfrentamos al África subsahariana con sus problemas al sur». Le preocupaba mejorar el equipamiento militar de Libia, y dijo que podía comprar armas a Rusia y China, pero que quería comprar material a Estados Unidos.

### Posible sucesor
Moatassem Gadafi vivió en Egipto durante varios años después de intentar supuestamente tomar el control de Libia de manos de su padre. Durante su exilio, su padre ordenó la disolución de su 77.º Batallón de Tanques y creó en su lugar la 32.ª Brigada Reforzada (más conocida como Brigada Khamis). El regreso de Moatassem condujo a una reconciliación con su padre y a un puesto de alto rango como Asesor de Seguridad Nacional de Libia. Después de su regreso, Moatassem solicitó 1.200 millones de dólares al presidente de la Corporación Nacional del Petróleo de Libia para recrear una "unidad militar/de seguridad" que rivalizara con la Brigada Khamis, dirigida por su hermano menor Khamis Gadafi.
En 2005, Moatassem estuvo involucrado en un enfrentamiento armado con su medio hermano Muhammad por el control de una planta embotelladora que Coca-Cola había abierto en Libia.
En 2009, una historia que vinculaba a Moatassem Gaddafi con la muerte de Ibn al-Shaykh al-Libi fue publicada en el periódico libio Oea, con permiso de su hermano Saif al-Islam.

### Guerra civil libia
Durante la guerra civil libia, Gadafi comandó las unidades en la región de Brega, en particular durante la batalla de la carretera entre Brega y Ajdabiya y las escaramuzas en la zona. Se le había prohibido viajar y congelados sus bienes por sus estrechos vínculos y su pertenencia al círculo íntimo de su padre.
Se dice que Gadafi se encontraba en Trípoli, en el complejo de Bab al-Azizia, y que colaboraba en la dirección de lo que quedaba de las fuerzas pro-Gadafi en la ciudad durante la batalla de Trípoli. Sin embargo, los rebeldes no encontraron ninguna prueba de su presencia cuando capturaron el complejo, ni tampoco de la presencia de ninguno de sus hijos. Comandó las fuerzas leales en su infructuosa defensa de Sirte , la ciudad natal de Muammar Gaddafi, hasta que la ciudad cayó. Se cree que Moatassem comandó la represión de las protestas.